# Protásio Alves
Protásio Alves este un oraș în Rio Grande do Sul (RS), Brazilia.